# ニューウェル郡区 (アイオワ州ブエナビスタ郡)
ニューウェル郡区（英: Newell Township）は、アメリカ合衆国、アイオワ州、ブエナビスタ郡にある16の郡区の一つである。2000年の国勢調査で、人口は1183人だった。

## 地理
ニューウェル郡区は、92.9平方キロメートル（35.85平方マイル）で、Newellが含まれる。アメリカ地質調査所によると、この郡区はCookeとFirst M E ChurchとNewell CatholicとNewellの4つの霊園が含まれる。